# Nehrđajući čelik
Nehrđajući čelik ili korozijski postojani čelik je slitina željeza i najmanje 12 % kroma (moderni nehrđajući čelici sadrže i do 30% kroma), za razliku od običnog čelika koji brzo oksidira na zraku (oksid je crvene boje) ako nije na neki način zaštićen od korozije. Osim legiranja s najmanje 10,5% kroma, da bi čelik bio korozijski postojan (pasivan), mora biti ispunjen još jedan uvjet, a to je postojanje homogene monofazne feritne, austenitne ili martenzitne mikrostrukture, radi izbjegavanja opasnosti od nastanka područja s različitim elektropotencijalom od potencijala osnovne mase.
Pored kroma postojanost prema koroziji povećava se dodatkom nikla. Kombinacijom legiranja kromom i niklom razvijeni su čelici tipa 18/8 (18% Cr i 8% Ni), s austenitnom mikrostrukturom koji su otporni na djelovanje kiselina. Legiranje molibdenom omogućava lakše pasiviziranje, te poboljšava korozijsku postojanost i otpornost na jamičastu koroziju Cr-Ni čelika. Legiranjem jakim karbidotvorcima (npr. titanij, niobij) omogućava se izbjegavanje pojave interkristalne korozije. Općenito vrijedi da skupina korozijski postojanih čelika mora sadržavati:
- feritotvorce: krom, silicij, aluminij, molibden, niobij, titanij, vanadij;
- austenitotvorce: nikal, mangan, bakar, (kobalt), dušik.

## Povijest
Nehrđajući su čelici razvijeni između 1904. i 1915.godine. Od istraživača koji su sudjelovali u ovom otkriću treba izdvojiti Leona Guilleta, Philipa Monartza, Benno Straussa, Eduarda Maurera, Harry Brearleya i Elwooda Haynesa. Rani su tržišni nazivi za nehrđajuće čelike Staybrite steel, Allegheny metal i Nirosta steel. Prvi njemački patent javlja se 1912., dok se prvi američki patent javlja 1915.

## Korozija
Korozija predstavlja razaranje metala ili legura zbog njihovog djelovanja s vanjskim medijem. Uvjeti međudjelovanja i svojstva medija određuju vrstu korozije, pa tako postoji plinska, atmosferska, podvodna, biološka korozija itd. Prema načinu razaranja metala postoje sljedeći oblici korozije: opća (jednolično odnošenje površine), jamičasta (točkasta, rupičasta, “pitting“), interkristalna, napetosna itd. Korozijska postojanost predstavlja sposobnost materijala da se suprotstavi negativnom djelovanju korozijskog medija pomoću usporavanja njegovog djelovanja.

## Vrste nehrđajućih čelika
Prokrom (isto što i inoks) sinonimi su i trgovački nazivi za nehrđajući čelik, a odnose se uglavnom na relativno mekane nemagnetične, austenitne čelike koji sadrže nikal.
Korozijski postojani čelici dijele se prema nastaloj mikrostrukturi na: feritne, austenitne, austenitno-feritne (dupleks), martenzitne, te precipitacijski očvrsnute čelike koji pripadaju posebnoj skupini visokočvrstih čelika.

### Feritni nehrđajući čelici
Feritni nehrđajući čelici sadrže 12 - 18% kroma i manje od 0,1% ugljika, te imaju feritnu mikrostrukturu bez sposobnosti fazne transformacije i usitnjenja kristalnog zrna. Usitnjenje zrna moglo bi se postići u nekim slučajevima pomoću hladne deformacije (stupanj deformacije 30 - 50%), te rekistalizacijskim žarenjem (npr. 615 °C/15 minuta; hlađenje na zraku ili vodi).
Feritni nehrđajući čelici su visoko korozijski otporni na djelovanje dušične kiseline i njenih vodenih otopina, amonijevoj salitri, te smjesi dušične, fosforne i solne kiseline. Nasuprot tome, nisu otporni na djelovanje rastaljenih metala (aluminij, antimon, olovo), amonijevog biflourida, barijevog klorida, broma, octene kiseline itd.
Ostala svojstva feritnih nehrđajućih čelika su: relativno su mekani, magnetični, slabo zavarljivi zbog sklonosti pogrubljenju kristalnog zrna (> 900 °C), skloni pojavi “krhkosti 475“ pri izloženosti temperaturi 350 - 520 °C, skloni stvaranju krhke sigma faze (520 - 850 °C), slaba deformabilnost, dobra obradljivost odvajanjem čestica (bolja od austenitnih), loša postojanost u kloridnim otopinama (npr. morska voda), nisu osjetljivi na pojavu napetosne korozije, dodatkom molibdena povećava im se otpornost na jamičastu koroziju, ekonomski prihvatljiviji od ostalih nehrđajućih čelika, skloni lomu pri niskim temperaturama.
Uklanjanje ili smanjenje navedenih nedostataka može se postići povišenjem udjela kroma, sniženjem udjela ugljika, te legiranjem s molibdenom i niklom (eventualno titanom i niobijem). Znatna poboljšanja svojstava postižu se porastom čistoće feritnih čelika, tj. dobivanjem vrlo niskih udjela nečistoća i primjesa pomoću suvremenih metoda rafinacije (npr. indukcijska vakuumska peć, elektronski mlaz i sl.). Zbog niskih udjela “dodataka“ takvi čelici se nazivaju ELA čelici (eng. Extra Low Additions).
Neki primjeri feritnih nehrđajućih čelika:
- Č. 4174 (X6 Cr 17), vlačne čvrstoće 450 - 600 N/mm2, granice razvlačenja 270 N/mm2, istezljivosti do 20%, primjene kao korozijski postojani pribor za jelo (osim oštrice noža), dijelovi kućanskih aparata, dijelovi uređaja u proizvodnji dušične kiseline i sapuna, te u petrokemijskoj industriji;
- X6 CrMo 17 (1,1% molibdena), vlačne čvrstoće 450 - 600 N/mm2, granice razvlačenja 270 N/mm2, istezljivosti do 20%, primjene kao posebno otporan na slanu vodu i organske kiseline, za auto-dijelove, okvire prozora, prevlake hladnjaka, ručke na vratima, okvire ogledala na automobilima.

### Austenitni nehrđajući čelici
Austenitni nehrđajući čelici uglavnom sadrže 0,02 - 0,15% ugljika, 15 - 20% kroma, 7 - 20% nikla, uz moguće dodavanje određene količine molibdena, titanija, niobija, tantala, dušika. Svi dodaci, osim dušika, dovode do pojave ferita u mikrostrukturi. Glavna prednost ove skupine čelika je otpornost na interkristalnu koroziju, a glavni nedostatak austenitnih čelika predstavlja sniženje granice razvlačenja zbog manjeg udjela ugljika.
Glavna svojstva austenitnih nehrđajućih čelika su: nema mogućnosti usitnjavanja zrna, 
nemagnetični su, veće su napetosti i deformacije tijekom zavarivanja nego kod feritnih čelika, odlična plastičnost, legiranjem s molibdenom, volframom i vanadijem postiže se dobra otpornost prema puzanju pri temperaturama iznad 600 °C, visoka žilavost, oksidacijska i korozijska otpornost, visok odnos čvrstoća/masa, dobra svojstva pri niskim temperaturama, postojana austenitna struktura od “solidus“ temperature do ispod sobne temperature, kubično plošno centrirana kristalna rešetka koja osigurava visoku deformabilnost,  nisu skloni povećanju kristalnog zrna u zoni utjecaja topline tijekom zavarivanja.
Primjeri austenitnih nehrđajućih čelika:
- X12 CrNi 18 8, vlačne čvrstoće 700 N/mm2, granice razvlačenja 215 N/mm2, istezljivosti do 50%, tvrdoća 180 HB, primjene kao standardni tip čelika za predmete u kućanstvu, aparate i uređaje u prehrambenoj industriji, u mljekarama, u pivovarama, ortopediji. Primjenjiv je do 300 °C.
- Najčešće primjenjivani čelici s niskim sadržajem ugljika su: AISI 304L, AISI 316L, AISI 316LC.

### Austenitno-feritni (dupleks) nehrđajući čelici
Dupleks čelici posjeduju dvofaznu austenitno-feritnu mikrostrukturu s 40 - 60% ferita. Čelik s 22 - 24% kroma i 6 - 8% nikla pri temperaturi 20 °C, tj. zagrijan do ≈ 1000 °C sastojat će se od ferita i austenita. Ako su prisutni ostali legirajući elementi tada vrijedi da dodatak molibdena, silicija, titanija i niobija djeluje slično kao porast sadržaja kroma, a mangana, bakra, dušika i ugljika kao povišenje sadržaja nikla. Povišenjem temperature iznad 1000 °C poraste udio ferita, a smanjuje se udio austenita tako da čelik s 22% kroma i 8% nikla pri 1350 °C posjeduje jednofaznu feritnu mikrostrukturu.
Jedan od glavnih ciljeva legiranja dupleks čelika je održavanje dovoljno visokog udjela austenita, što je posebice važno tijekom zavarivanja (u zoni taljenja zavarenog spoja). Previsoki udio ferita može uzrokovati sniženje korozijske postojanosti, te pojavu krhkosti. Primjena dupleks čelika pri povišenim temperaturama je moguća, ali zbog ograničenja primjene na maksimalno 250 - 350 °C primjena je znatno sužena.
Dupleks čelici se najčešće primjenjuju u industriji nafte i plina (crpke, desulfurizatori, destilatori, desalinizatori, ventili, cjevovodi, pumpe), petrokemijskoj industriji (alati za ekstruziju PVC filma, apsorberi, separatori, izmjenjivači topline), kemijsko-procesnoj industriji (u proizvodnji kiselina, rad s otopinama HF u HNO3, uređaji za H2SO4, sapnice), brodogradnji (osovine brodskog vijka, kormila, crpke, grijači, ležajevi), industriji papira (ventili, cijevi regeneracijskih peći, osovine mješača, pročišćavanje vode), prijevozu (cisterne).

### Martenzitni nehrđajući čelici
Martenzitni nehrđajući čelici imaju povišeni udio ugljika (0,2 - 1,0%), iznad 13% kroma (do 18%), te mogu sadržavati i do 1,3% molibdena i 2,5% nikla. Optimalna mehanička svojstva i korozijska postojanost ove skupine čelika postiže se kaljenjem na zraku ili u ulju i naknadnim popuštanjem. Martenzitni nehrđajući čelici mogu se podijeliti u dvije podskupine: konstrukcijski (sadrže do ≈ 0,25% C, poboljšavaju se) i alatni čelici (> 0,3% C, nakon kaljenja se nisko popuštaju). Kod konstrukcijskih čelika posebna pažnja se usmjerava prema korozijskoj postojanosti, a kod alatnih postoji dodatni zahtjev prema otpornosti na abrazijsko trošenje. Radi toga alatni čelici imaju dvofaznu mikrostrukturu (martenzit + karbidi) čija je korozijska postojanost niža od jednofazne martenzitne mikrostrukture.
Primjeri martenzitnih nehrđajućih čelika:
- Č. 4172 (X20 Cr 13), posebno postojan na vodu i vodenu paru, na organske kiseline: octenu, mliječnu, voćnu; primjene kao kirurški instrumenti (kliješta, pincete), pribor za jelo: vilice, žlice; strojni dijelovi: osovine, stapajice, ventilni stošci, sapničke igle, turbinske lopatice, “holandski“ noževi (za papir).
- X90 CrMoV 18, istovremeno vrlo otporan na trošenje i koroziju; primjene kao noževi za meso, skalpeli, korozijski postojani kotrljajući ležajevi, sapnice, pribor za jelo otporan na abrazijske praške za čišćenje, britve, žileti.[4]

### Mekomartenzitni nehrđajući čelici
Ako se sadržaj ugljika smanji ispod 0,1%, tada nastaju mekomartenzitni nehrđajući čelici, koji spadaju u visokočvrste čelike (granica razvlačenja do 1000 N/mm2). Sniženje mehaničkih svojstava (čvrstoća, granica razvlačenja) u tom slučaju nadomješta se legiranjem s kromom (13 - 18%), niklom (1 - 6%) i molibdenom (< 3%).
Mekomartenzitni čelici s 0,03 - 0,05% ugljika postižu zadovoljavajuća mehanička, fizikalna i kemijska svojstva austenitizacijom, gašenjem i popuštanjem pri 450 - 700 °C. Preostale tri skupine čelika (PH-martenzitni, maraging i PH-austenitni) pored visokog udjela kroma, nikla i molibdena mogu sadržavati i bakar, niobij, aluminij, titanij, cirkonij koji međusobno ili s drugim elementima stvaraju intermetalne spojeve. Intermetalni spojevi nastaju u prethodno stvorenom martenzitu, pa se očvrsnuće takvih čelika pripisuje precipitacijskom djelovanju. Stoga se takvi čelici označavaju kao PH-čelici (engl. Preciptation Hardened) i pripadaju skupini ultračvrstih čelika. Mekomartenzitni čelici uglavnom se primjenjuju za izradu dijelova strojeva i aparata izloženih djelovanju nečistog zraka (iznimno djelovanju morske vode), izradu lopatica Peltonovih i Kaplanovih turbina, za valjke u proizvodnji papira, izradu dijelova pumpi (rotori, osovine, lopatice, klizne plohe) itd.

## Vanjske poveznice
- Glossary of Stainless Steel Related Terms by Specialty Steel Supply
- Guide to Stainless Steel Finishes  Arhivirana inačica izvorne stranice od 17. srpnja 2014. (Wayback Machine) by Euro Inox